# Sínai-félsziget

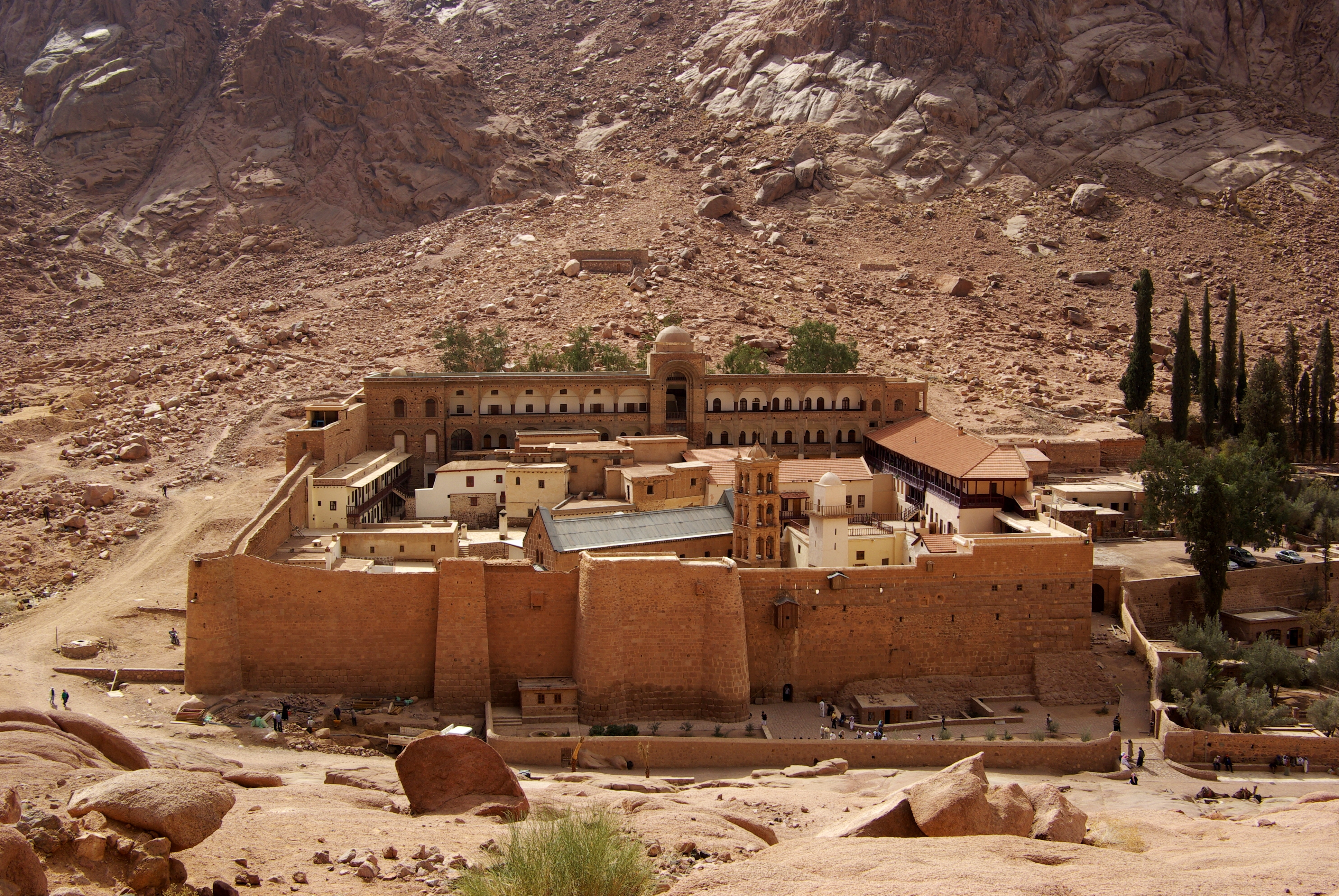
A Sínai-félszigeti Szent Katalin-kolostor, a világ egyik legrégibb kolostora

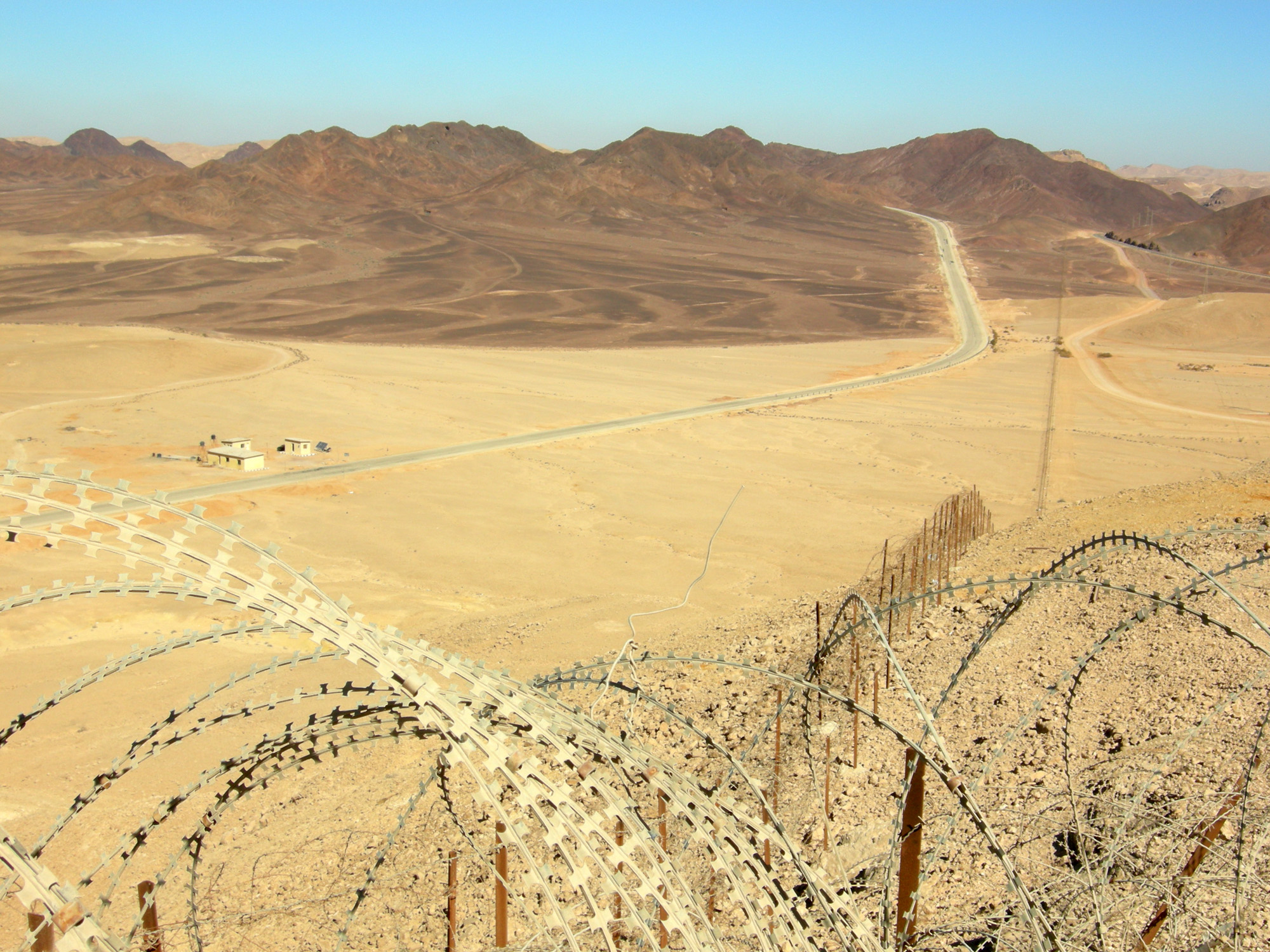
Az egyiptomi-izraeli határ Eilatnál a sivatagban

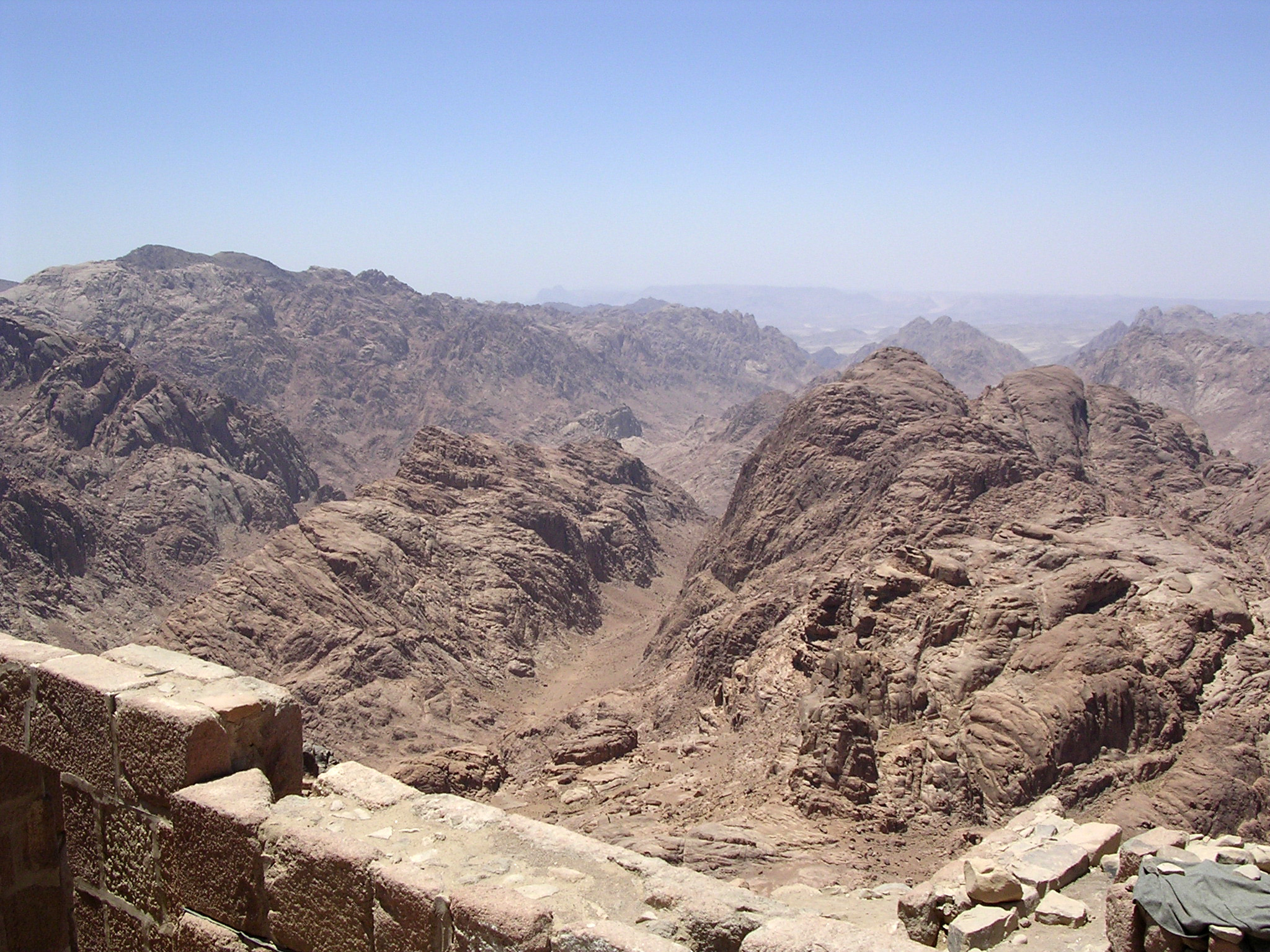
Panoráma a Sínai-hegyen

A Sínai-félsziget (másként: Szináj-félsziget, arabul سينا , سيناء [Színá], koptul Szina, héberül סיני [Szi-naj]) a Földközi- és a Vörös-tenger által közrefogott, Ázsiát Afrikával összekötő jellegzetes, háromszög alakú félsziget.

## Neve
A Sínai-félsziget neve a Sináj szóból ered, melynek magyar jelentése „fog”, ami a félsziget formáját is hűen tükrözi.

## Földrajz
A mintegy 61 100 km²-es, Egyiptomhoz tartozó félsziget a Vörös-tengerbe nyúlik. Északkelet felől Izraellel, délkeleten az Akabai-öböllel, délnyugaton a Szuezi-öböllel, nyugaton a Szuezi-csatornával határos. Északi része sivatagos síkság. A félsziget déli részét magas hegyláncok jellemzik. Egyik csúcsa a Sínai-hegy (2285 m). Itt van az ország legmagasabb pontja, a Katalin-hegy (2629 m).
Jelentősebb települései el-Arís, et-Tór, Nuveiba, Dahab, és a kedvelt üdülőhely, Sarm es-Sejk.

## Történelem
Az ókorban Mafkat néven ismert félszigeten az egyiptomi birodalom több évszázadon keresztül két türkizbányát üzemeltetett (a mai Szerabit el-Hadimnál és Vádi Magáránál), ezek voltak a világ első ismert bányái.
1260-tól az egyiptomi mamelukok tartották ellenőrzésük alatt a területet, majd 1517-től a félsziget az Oszmán Birodalom, azon belül az Egyiptomi ejálet (törökül Mısır) része lett.
1869-ben nyitották meg a félsziget nyugati peremén kiépített, 163 kilométer hosszú Szuezi-csatornát, amely forradalmian felgyorsította az Európa és Ázsia közötti vízi kereskedelmet azzal, hogy szükségtelenné tette Afrika megkerülését. 1906-tól a britek ellenőrizte Egyiptom része lett, s ekkor húzták meg keleti részén a Palesztina, majd Izrael felé ma is államhatárt képező Rafah–Taba vonalat. Az 1948-ban újonnan megalakult Izrael és az arab országok között kitört háború során egyiptomi katonákat állomásoztattak itt a félsziget védelmében. Az izraeli hadsereg rövid időre bevonult a félsziget északnyugati részére, de nemzetközi nyomásra hamarosan elhagyta a területet. Az 1949-es fegyverszüneti tárgyalások során a Sínai-félsziget a Gázai-övezettel együtt mint demilitarizált területek egyiptomi fennhatóság alatt maradtak.
Egyiptom – hogy előteremtse az asszuáni gát felépüléséhez szükséges tőkét – 1956. július 26-án bejelentette, hogy a Szuezi-csatornát nemzeti ellenőrzés alá vonja, s annak bevételei az egyiptomi költségvetést illetik. Ezzel párhuzamosan az Akabai-öbölben lévő Eilat kikötőjét is blokád alá vonták, és válaszlépésként október 29-én brit és francia támogatással Izrael lerohanta a Sínai-félszigetet, ezzel kitört a szuezi válság. 1957 márciusára amerikai és szovjet nyomásra az izraeliek kivonultak a területről, és helyüket az ENSZ békefenntartó egysége, az UNEF vette át. 1967. május 16-án Egyiptom katonailag ismét ellenőrzése alá vonta a félszigetet, az UNEF-et pedig az ország elhagyására szólította fel. Ismét blokád alá vonták Eilat kikötőjét is, amelyre válaszlépésül Izrael június 5-én lerohanta Egyiptomot, és kitört a hatnapos háború, amelynek során Izrael átvette az ellenőrzést többek között a Sínai-félsziget fölött is. 1973-ra látták az egyiptomiak elérkezettnek az időt az Izrael által 1967-ben elhódított területek visszafoglalására, s október 6-án fegyveres erőik átkeltek a Szuezi-csatornán, s az így kitört jom kippuri háború Sínai-félsziget keleti sávját ismét ellenőrzésük alá vonták. Az 1979-ben megkötött izraeli–egyiptomi békeszerződés alapján Izrael a félsziget teljes ellenőrzését átengedte Egyiptomnak, s 1982-ben az utolsó izraeli katona is elhagyta Sínait.

## Turizmus
A félsziget a Lonely Planet által összeállított, 2011 legkívánatosabb úti céljait tartalmazó lista 1. helyére került.